# Liste des lieux historiques nationaux du Canada à Québec
Ne doit pas être confondu avec Liste des lieux historiques nationaux du Canada au Québec.
Voici la liste des lieux historiques nationaux du Canada (anglais : National Historic Sites of Canada) situé dans l'agglomération de Québec. En mars 2011, on compte 37 lieux historiques nationaux à Québec, dont sept sont administrés par Parcs Canada. Il y a finalement un site qui a perdu sa désignation..
Les autres lieux historiques nationaux sont classés dans la liste des lieux historiques nationaux du Canada au Québec.
Les noms des sites correspondent à ceux donnés par la commission des lieux et monuments historiques du Canada, qui peuvent être différents de ceux donnés par le milieu local.

## Lieux historiques nationaux
| Lieu                                         | Désignation | Municipalité                                      | Description | Photo                                        |
| -------------------------------------------- | ----------- | ------------------------------------------------- | --- | -------------------------------------------- |
| 57-63, rue Saint-Louis                       | 1969        | Québec 46° 48′ 39″ N, 71° 12′ 31″ O               | Partie d'un important panorama urbain |                                              |
| Ancien édifice de la douane de Québec        | 1990        | Québec 46° 48′ 37″ N, 71° 12′ 11″ O               | Édifice fédéral en pierre de style néo-classique construit en 1831-1832; architecture dépouillée                                                                                          |                                              |
| Arrondissement historique du Vieux Wendake   | 2000        | Wendake 46° 51′ 25″ N, 71° 21′ 21″ O              | Paysage culturel et communauté huronne en évolution |                                              |
| Cartier-Brébeuf                              | 1958        | Québec 46° 49′ 31″ N, 71° 14′ 23″ O               | Endroit où Jacques Cartier a passé l'hiver 1535-1536 |                                              |
| Cathédrale anglicane Holy Trinity            | 1989        | Québec 46° 48′ 46″ N, 71° 12′ 24″ O               | Importante église ancienne de style Palladien construite entre 1800 et 1804 |                                              |
| Cathédrale catholique Notre-Dame             | 1989        | Québec 46° 48′ 50″ N, 71° 12′ 22″ O               | Cathédrale néo-classique d'inspiration française; construite en 1844 |                                              |
| Cercle de la Garnison de Québec              | 1999        | Québec 46° 48′ 34″ N, 71° 12′ 39″ O               | Seul club militaire au Canada qui poursuit la tradition coloniale britannique de rassembler des officiers militaires dans un milieu social (1879)                                         |                                              |
| Chapelle du Bon-Pasteur                      | 1975        | Québec 46° 48′ 26″ N, 71° 13′ 04″ O               | Importante chapelle de couvent qui présente un bel intérieur (1866-68) | Chapelle du Bon-Pasteur                      |
| Château Frontenac                            | 1981        | Québec 46° 48′ 43″ N, 71° 12′ 18″ O               | Hôtel de société ferroviaire de style Château; monument de la ville de Québec (1892-93)                                                                                                   |                                              |
| Cimetière Beth Israël                        | 1992        | Québec 46° 47′ 04″ N, 71° 15′ 35″ O               | Cimetière du XIXe siècle qui témoigne des coutumes funéraires des juifs |                                              |
| Cimetière de l'Hôpital-Général-de-Québec     | 1999        | Notre-Dame-des-Anges 46° 48′ 52″ N, 71° 13′ 54″ O | Lieu de sépulture de plus de 1 000 soldats et officiers français, britanniques, canadiens et autochtones                                                                                  |                                              |
| Cimetière Mount Hermon                       | 2007        | Québec 46° 46′ 51″ N, 71° 14′ 50″ O               | Bel exemple de petit cimetière rural caractérisé par un relief inégal et un paysage naturel; plusieurs monuments funéraires d'intérêt artistique et historique                            |                                              |
| Citadelle de Québec                          | 1946        | Québec 46° 48′ 28″ N, 71° 12′ 31″ O               | Système défensif de la ville dont les premiers ouvrages remontent au régime français |                                              |
| Église Notre-Dame-de-Lorette                 | 1981        | Wendake 46° 51′ 22″ N, 71° 21′ 17″ O              | Église de mission construit au pays des Hurons en 1865; renferme des objets d'art du XVIIe siècle                                                                                         |                                              |
| Église Notre-Dame-des-Victoires              | 1988        | Québec 46° 48′ 46″ N, 71° 12′ 10″ O               | Église en pierre bâtie en 1688 sur l'emplacement de l'habitation construite par Champlain                                                                                                 |                                              |
| Fort Charlesbourg Royal                      | 1923        | Québec 46° 44′ 53″ N, 71° 20′ 30″ O               | Première colonie française au Canada (1541-1542) |                                              |
| Fortifications de Québec                     | 1948        | Québec 46° 48′ 36″ N, 71° 12′ 42″ O               | Système de défense développé entre 1608 et 1871, lieu principal de fortification lors de la période coloniale du Canada; réseau de murs, de portes et de places qui s'étendait sur 4,6 km |                                              |
| Forts et Châteaux Saint-Louis                | 2002        | Québec 46° 48′ 45″ N, 71° 12′ 16″ O               | Partie intégrante du système de défense de Québec; siège de l'autorité coloniale pour plus de 200 ans                                                                                     |                                              |
| Hôtel de ville de Québec                     | 1984        | Québec 46° 48′ 50″ N, 71° 12′ 29″ O               | Majestueux édifice public municipal érigé sur l'emplacement d'un vieux collège jésuite |                                              |
| Hôtel-Dieu de Québec                         | 1936        | Québec 46° 48′ 55″ N, 71° 12′ 38″ O               | Premier hôpital permanent créé en Amérique du Nord au nord du Mexique |                                              |
| La Fabrique                                  | 2011        | Québec 46° 48′ 45″ N, 71° 13′ 34″ O               | | La Fabrique                                  |
| Maison Bélanger-Girardin                     | 1982        | Québec 46° 51′ 33″ N, 71° 11′ 31″ O               | Représentative des maisons construites sous le Régime français, vers 1727-1735 | Maison Bélanger-Girardin                     |
| Maison Henry-Stuart                          | 1999        | Québec 46° 48′ 09″ N, 71° 13′ 26″ O               | Exemple remarquable d'une maison du XIXe siècle reliée au mouvement pittoresque au Québec (1849)                                                                                          | Maison Henry-Stuart                          |
| Maison Loyola / Édifice de l'École nationale | 1989        | Québec 46° 48′ 45″ N, 71° 12′ 45″ O               | Édifice public de style néo-gothique le plus ancien au Canada, 1824 | Maison Loyola / Édifice de l'École nationale |
| Maison Maillou                               | 1958        | Québec 46° 48′ 43″ N, 71° 12′ 23″ O               | Bel exemple de l'architecture de Québec au XVIIIe siècle (1736) |                                              |
| Maison Sewell                                | 1969        | Québec 46° 48′ 35″ N, 71° 12′ 37″ O               | Maison du style palladien construite en 1803-1804 par le juge en chef Jonathan Sewell; partie d'un panorama urbain                                                                        |                                              |
| Maison Têtu                                  | 1973        | Québec 46° 48′ 36″ N, 71° 12′ 24″ O               | Élégante maison urbaine de style néo-classique conçue par Charles Baillairgé; construite en 1852                                                                                          | Maison Têtu                                  |
| Manège militaire Voltigeurs de Québec,       | 1986        | Québec 46° 48′ 23″ N, 71° 12′ 50″ O               | Manège militaire de style Château construit en 1887; architecture unique |                                              |
| Monastère des Ursulines                      | 1972        | Québec 46° 48′ 44″ N, 71° 12′ 29″ O               | Édifice religieux historique possédant un autel qui date des années 1730 |                                              |
| Morrin College – ancienne prison de Québec   | 1981        | Québec 46° 48′ 46″ N, 71° 12′ 38″ O               | A été la première prison au Canada à avoir été inspirée des idées du réformateur britannique John Howard; abrite la Literary and Historical Society of Québec                             |                                              |
| Nouvel édifice de la douane de Québec        | 1972        | Québec 46° 49′ 02″ N, 71° 12′ 05″ O               | Riche édifice à l'italienne qui témoigne de l'expansion prise par le port de Québec |                                              |
| Palais de justice de Québec                  | 1981        | Québec 46° 48′ 44″ N, 71° 12′ 23″ O               | Imposant édifice de style Second Empire, symbole de la justice; construit (1883-1887) |                                              |
| Parc Montmorency                             | 1966        | Québec 46° 48′ 49″ N, 71° 12′ 15″ O               | Emplacement de l'évêché, parlement du Canada-Uni de 1851 à 1855 |                                              |
| Pont de Québec                               | 1995        | Québec 46° 44′ 44″ N, 71° 17′ 16″ O               | Pont cantilever de plus longue portée au monde; premier pont où on a utilisé le système de poutres en K et l'acier au nickel de façon intensive                                           |                                              |
| Séminaire de Québec                          | 1929        | Québec 46° 48′ 53″ N, 71° 12′ 21″ O               | La plus ancienne école pour garçons au Canada, fondée en 1663 |                                              |
| Théâtre Capitole / l'auditorium de Québec    | 1986        | Québec 46° 48′ 46″ N, 71° 12′ 50″ O               | Salle de spectacles, style Beaux-Arts imposant; intérieur comprenant de nombreux détails (1902-1903)                                                                                      |                                              |
| Tours Martello de Québec                     | 1990        | Québec 46° 48′ 34″ N, 71° 13′ 38″ O               | Fortifications britanniques en grès, construites entre 1808 et 1812 |                                              |

## Lieux historiques nationaux ayant perdu leur intégrité commémorative
| Lieu        | Désignation | Municipalité | Raison  | Photo |
| ----------- | ----------- | ------------ | ------- | ----- |
| Maison Jack | 1969        | Québec       | Démolie |       |